# Прайс
Вижте пояснителната страница за други значения на Прайс.
Прайс (на английски: Price) е град в окръг Карбън, щата Юта, САЩ. Прайс е с население от 8402 жители (2000) и обща площ от 11 km². Намира се на 1715 m надморска височина. ЗИП кодът му е 84501, а телефонният му код е 435.